# Horní Nětčice
Horní Nětčice là một làng thuộc huyện Přerov, vùng Olomoucký, Cộng hòa Séc.